# Molí Vell de Castellet
El Molí Vell de Castellet és una obra de Castellet i la Gornal (Alt Penedès) inclosa a l'Inventari del Patrimoni Arquitectònic de Catalunya.

## Descripció
Tota la part alta del molí està en ruïnes, la part baixa d'uns 4,5x6m. lloc on s'hi molia, és coberta per petites voltes de canó de 1,50m. d'amplada (4 en total) les quals estan recolzades en tres arcades de mig punt i les dues parets laterals, en aquest lloc s'hi veuen les moles i bona part del seu muntatge. Al damunt, pel darrere, i a un nivell més elevat i sota la carretera s'hi veu la bassa i el seu cacau.

## Història
L'aigua d'aquest molí era canalitzada i reaprofitada pel molí Nou.